# فنی بریک
فنی بریک (انگلیسی: Fanny Brice؛ ۲۹ اکتبر ۱۸۹۱ – ۲۹ مهٔ ۱۹۵۱) یک هنرپیشه، نوازنده، و خواننده اهل ایالات متحده آمریکا بود.
از فیلم‌ها یا برنامه‌های تلویزیونی که وی در آن نقش داشته است می‌توان به زلیگ اشاره کرد.